# Igreja de Santo Agostinho (Madrid)

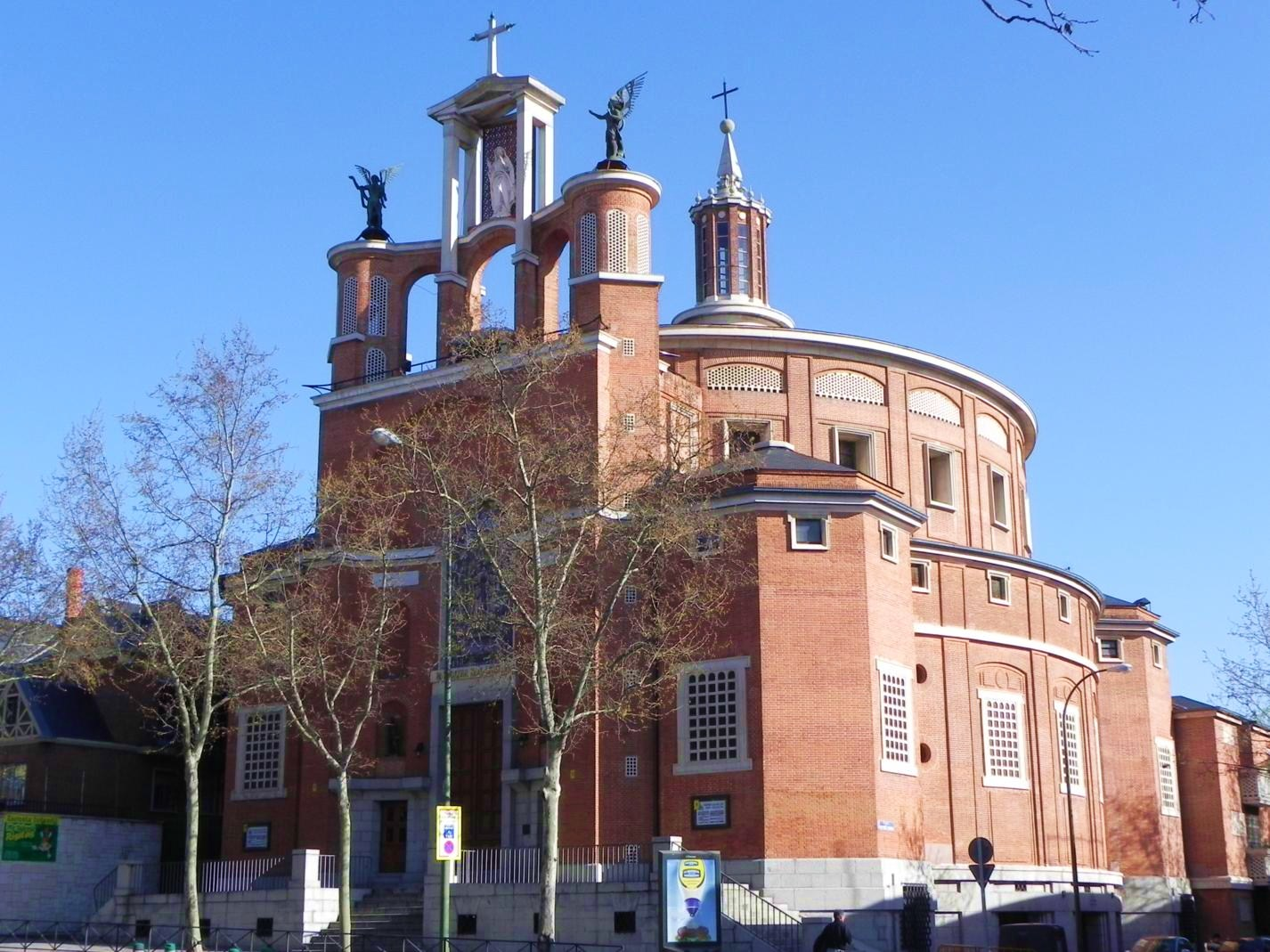
Igreja de Santo Agostinho em Madrid, Espanha.

A Igreja de Santo Agostinho é uma igreja católica romana localizado em Madrid, Espanha.
Está localizado na Calle de Joaquín Costa, no bairro El Viso. Projectada por Luis Blanco em 1941, as obras de construção começaram em 1946 e duraram até 1950. Descrita como "um dos melhores exemplos da arquitectura religiosa do século XX na Comunidade de Madrid", foi declarada Bien de Interés Cultural em 2019.